# Thomas Prager
Thomas Prager (Beč, 13. rujna 1985.), austrijski nogometaš. Prager trenutno igra za ciparski Ethnikos Achna FC. U 2006. godini je Prager debitirao za Austrija.